# Котовка (Радомышльский район)
Кото́вка (укр. Котівка) — село на Украине, находится в Радомышльском районе Житомирской области.
Код КОАТУУ — 1825084601. Население по переписи 2001 года составляет 541 человек. Почтовый индекс — 12233. Телефонный код — 4132. Занимает площадь 2,404 км².

## Местный совет
Село Котовка  — административный центр Котовского сельского совета.
Адрес местного совета: 12233, Житомирская область, Радомышльский р-н, с. Котовка.